# Julio A. Serrano
Julio Alberto Serrano Chocano (Puertollano, Ciudad Real, 21 de febrero de 1983) que firma como Don Julio, es un ilustrador, guionista e historietista español, conocido principalmente por su trabajo en el semanario satírico El Jueves.

## Carrera como dibujante
En sus inicios empezó colaborando en fanzines como Caracol de hojalata u Hotel Safari, en publicaciones como El Estafador o la revista Retranca, donde publicaría su serie Humor Salmón. Es en 2011 cuando comienza a colaborar en la revista El Jueves donde firma las series Deshechos Históricos y Pornopedia. 
En 2012 publica el cómic infantil Cecilia Van Helsing: El caso del ladrón de meriendas. En 2018 firmaría el guion de la segunda parte, Cecilia Van Helsing: La dieta del vampiro, junto al dibujante Juanjo Cuerda. Ambas publicaciones fueron traducidas al catalán y al francés.

## Obra
| Año       | Título                                                            | Tipo                                                                 | Publicación             |
| --------- | ----------------------------------------------------------------- | -------------------------------------------------------------------- | ----------------------- |
| 2008      | Claus: Tocar teta                                                 | Fanzine                                                              | Autoedición             |
| 2009      | Humor Salmón                                                      | Serie                                                                | Retranca                |
| 2012      | Deshechos históricos                                              | Serie                                                                | El Jueves               |
| 2012      | Cecilia Van Helsing: El caso del ladrón de meriendas              | Cómic infantil                                                       | Mamut Comics            |
| 2013      | Mounstruario                                                      | Bestiario infantil con Antonio Guzmán y Fran Collado                 | Makupipe Editorial      |
| 2014-2018 | Pornopedia                                                        | Serie                                                                | El Jueves, Bestia Negra |
| 2018      | Cecilia Van Helsing 2: La dieta del vampiro.                      | Cómic infantil con Juanjo Cuerda                                     | Mamut Comics            |
| 2018      | Deja de sacarte los mocos                                         | Libro ilustrado                                                      | Fun Readers             |
| 2019      | Deshechos Históricos: Mito, Rito, Gorgorito.                      | Volumen recopilatorio de la serie homónima en la revista El Jueves.  | Fandogamia Editorial    |
| 2020      | No Panicovid 1: Saliendo de la UCI.                               | Guía psiquiátrica para combatir el coronavirus con Paloma Fernández. | Cómic solidario         |
| 2020      | No Panicovid 2: En Planta.                                        | Guía psiquiátrica para combatir el coronavirus con Paloma Fernández. | Cómic solidario         |
| 2021      | DesHechos Históricos 2: Gente M de la historia                    | Volumen recopilatorio de la serie homónima en la revista El Jueves   | Fandogamia Editorial    |
| 2021      | Ser fascista está mal.                                            | Cuaderno satírico de actividades para adultos.                       | Fandogamia Editorial    |
| 2023      | Cecilia Van Helsing 3: El señor que tenía una oreja en la frente. | Cómic infantil con Juanjo Cuerda                                     | Mamut Comics            |
| 2023      | DesHechos Históricos 3: Todo mal, en todas partes, todo el rato.  | Volumen recopilatorio de la serie homónima en la revista El Jueves   | Fandogamia Editorial.   |
| 2024      | El niño Jesús no odia a los mariquitas                            | Cuaderno satírico de actividades para adultos.                       | Fandogamia Editorial    |
| 2024-2025 | DesHechos Mitológicos                                             | Serie                                                                | El Jueves               |
| 2025      | DesHechos Históricos 4: Gloria, Patria y Endogamia.               | Volumen recopilatorio de la serie homónima en la revista El Jueves   | Fandogamia Editorial    |
| 2025      | Los negritoss no van a comerte                                    | Cuaderno satírico de actividades para adultos.                       | Fandogamia Editorial    |